# Hesperilla
Hesperilla är ett släkte av fjärilar. Hesperilla ingår i familjen tjockhuvuden.

## Bildgalleri

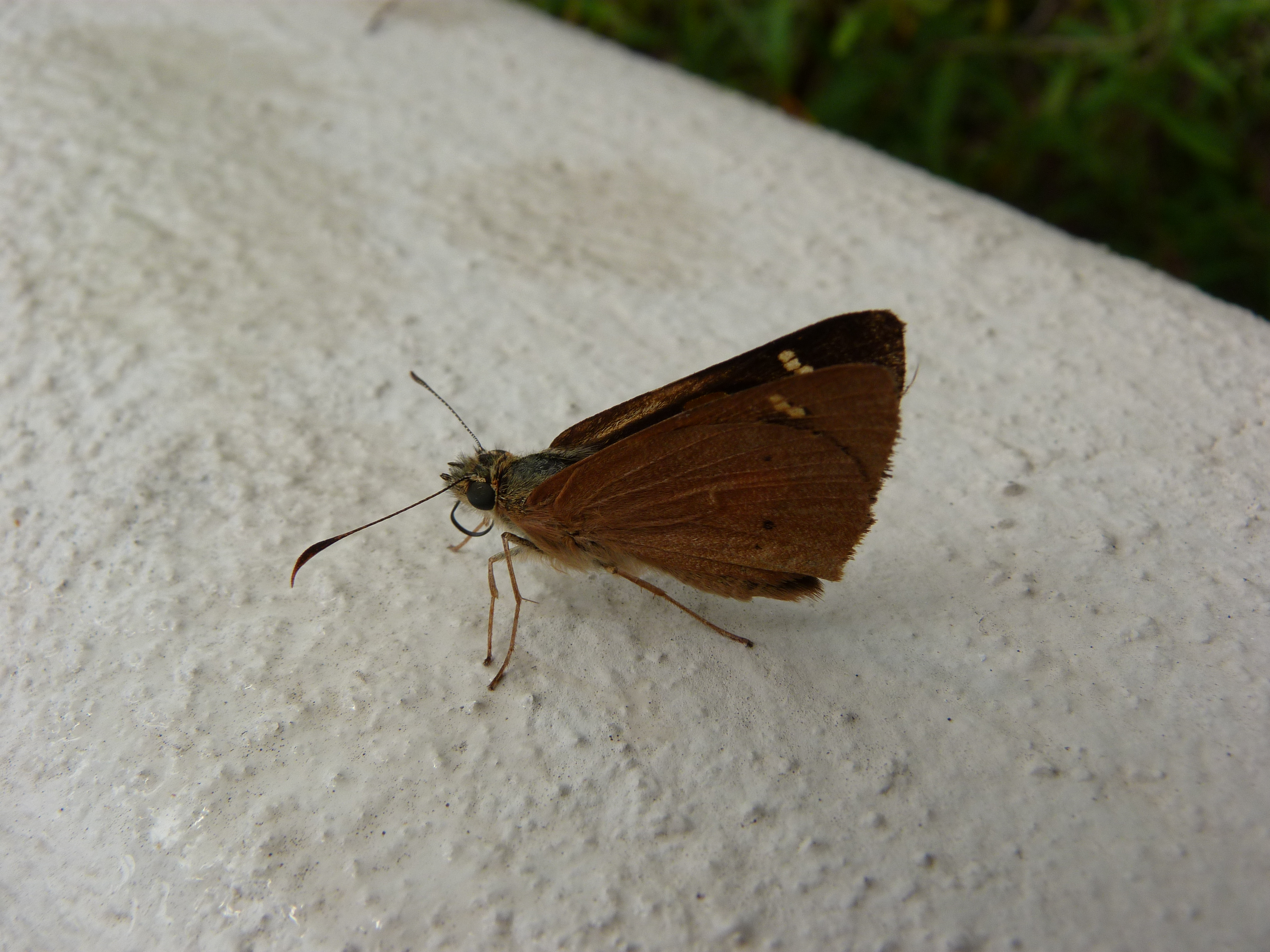

## Dottertaxa tillHesperilla, i alfabetisk ordning[1]
- Hesperilla albina
- Hesperilla andersoni
- Hesperilla aurantia
- Hesperilla chaostola
- Hesperilla chares
- Hesperilla chrysotricha
- Hesperilla clara
- Hesperilla crypsargyra
- Hesperilla cyclospila
- Hesperilla delos
- Hesperilla diluta
- Hesperilla dispar
- Hesperilla donnysa
- Hesperilla flavescens
- Hesperilla flavia
- Hesperilla furva
- Hesperilla galena
- Hesperilla hopsoni
- Hesperilla icaria
- Hesperilla idothea
- Hesperilla lesouefi
- Hesperilla leucophaea
- Hesperilla leucosia
- Hesperilla leucospila
- Hesperilla lunawanna
- Hesperilla malindeva
- Hesperilla marakupa
- Hesperilla mastersi
- Hesperilla monotherm
- Hesperilla naua
- Hesperilla ornata
- Hesperilla patmos
- Hesperilla picta
- Hesperilla plebeia
- Hesperilla samos
- Hesperilla sarnia